# Karl Andersson (författare)

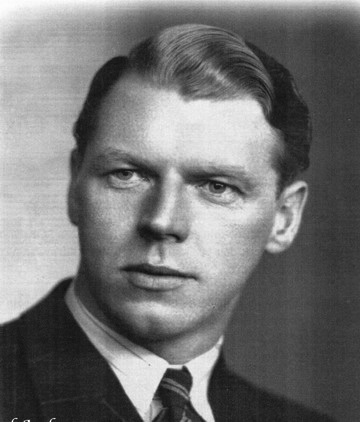
Karl Andersson.

Karl Evert Andersson,  född den 29 januari 1914 i Lesjöfors, död den 19 juli 2000 i Örebro, var en svensk författare och predikant inom Örebromissionen. 

## Biografi
Föräldrar var chauffören Johan och Matilda Andersson. Fadern var kusk och senare chaufför åt brukspatronen Gerhard de Geer men omkom 1934 då hans bil körde genom isen på sjön Daglösen. 
I motsats till de flesta generationkamraterna stannade inte Andersson på bruket. Trots att det inte fanns religiösa traditioner i hemmet lät han som 17-åring döpa sig till baptist. Efter anställningar vid järnbruket och värnplikt som samvetsöm i Vaxholm blev han evangelist efter att han genomgått Örebro missionsskola. Han begav sig 1936 till Tärna socken, Lappland som resepredikant, där han blev kvar till 1940. 
Åren 1940-1943 genomgick han en längre utbildning på missionsskolabn i Örebro och tillträdde därefter en pastorstjänst vid Elimförsamlingen i Umeå. År 1943 gifte han sig med Helen Boman och de fick tre barn tillsammans. Mellan 1948 och 1997 bodde familjen på Frösön och Andersson hade tjänst som resepastor vid Mellersta Norrlandsmissionen. År 1962 började han även att arbeta för Evangeliska Israelmissionen. 
Parallellt med uppdraget som resepastor skrev Andersson tjugofem folklivsskildringar om samer och nybyggare i gränstrakterna mellan Sverige och Norge i Jämtland och södra Lappland.
Efter den första hustruns död 1981 gifte Andersson om sig med Rut Andersson från Uddevalla och de flyttade 1997 till Örebro, där Andersson avled år 2000. Han är begravd på Frösö kyrkogård.

### Skönlitteratur
- Rajden går : vildmarksberättelser för ungdom. Örebro: Örebro missionsförening. 1950. Libris 1387527 - Sex vildmarksberättelser för ungdom.
- Nybyggarna vid Danasjön : vildmarksskildring. Örebro: Örebro missionsförening. 1952. Libris 1433911 - Ungdomsbok som skildrar de första nybyggarna vid Danasjö. Ny upplaga utkom 1963.
- Medan stormen rasade. För de unga ; 67. Örebro: Örebro missionsförening. 1953. Libris 1433910 - Tjugotresidigt häfte avsett som premie i söndagsskolan.
- Ängeln på Anarisfjället. För de unga ; 66. Örebro: Örebro missionsförening. 1953. Libris 1433912 - Femtonsidigt häfte avsett som premie i söndagsskolan.
- Vid den sjätte sjön : en fjällsockens historia. Örebro: Libris. 1954. Libris 1270888 - Illustrerad med bilder av Bertil Ekholtz.
- Flickan från fjällbyn. För de unga, 99-0838490-2 ; 76. Örebro: Örebro missionsförening. 1957. Libris 816371 - Femtonsidigt häfte avsett som premie i söndagsskolan.
- Fjärrskådare och fjällfolk. Örebro: Libris. 1957. Libris 816356 - Behandlar Noak Abrahamsson (1832-1927) i Virisen.
- Ursamer. Örebro: Libris. 1959. Libris 809372
- Stordalens dotter. Örebro: Libris. 1963. Libris 809164
- Öster och väster om ödemarksväg. Örebro: Libris. 1965. Libris 811360 - Självbiografi som beskriver författarens upplevelser som evangelist i Tärna socken, Lappland.
- Siare i norr. Örebro: Libris. 1968. Libris 780021
- Torkel : samen med olympisk medalj. Örebro: Libris. 1969. Libris 810519 - Behandlar tävlingsskidåkaren Torkel Persson
- Nordlandets döttrar. Örebro: Libris. 1971. Libris 809376
- Dödsskuggans dal. Örebro: Libris. 1973. Libris 7619378. ISBN 9171940340
- Bland nomader och bofasta. Örebro: Libris. 1975. Libris 7619410. ISBN 9171940723
- Där jätten föll : ur en fjällsockens historia. Örebro: Libris. 1978. Libris 7619490. ISBN 9171941576 - Behandlar Kalls socken.
- Före Blå vägen. Örebro: Libris. 1979. Libris 7619518. ISBN 9171941878
- Kristina, jordemoder från Tärnaby. Örebro: Libris. 1981. Libris 7619582. ISBN 9171942572 - Behandlar barnmorskan Kristina Elisabeth Bonta från Tärnaby.
- Getarpojken i fårakläder : folklivsskildringar från Västerbottens fjällbygd. Örebro: Libris. 1984. Libris 7619691. ISBN 9171943838
- I gränslandet : berättelsen om Klemmet och Stor-Nila. Örebro: Libris. 1986. Libris 7619772. ISBN 9171944885 - Illustrerad nyutgåva utkom 2015.
  -  Ny upplaga. [Korgen]: Okstindan bokforlag. 2015. ISBN 9788299839327 - Nasjonalbiblioteket 2021072648528
- Två världar : naturligt och övernaturligt. Örebro: Libris. 1988. Libris 7619853. ISBN 9171945814
- Erika från Stennäset. Örebro: Libris. 1990. Libris 7619982. ISBN 9171948007 - Behandlar barnmorskan Erika Edman, född Vikström (1877-1945) från Dikanäs.
- Bland vargjägare och nybyggare : folklivsskildringar från sekelskiftets Norrland. Örebro: Libris. 1993. Libris 7620093. ISBN 9171949348
- Pionjär i väglöst land : minnen 1935-1948. Örebro: Libris. 1996. Libris 7620244. ISBN 9171951156 - Sjävbiografi.

### Varia
- Daniels profetior. Örebro: Örebromissionen. 1963. Libris 783871
- Jesus eller Marx : kristendom eller marxism. Malmö: Israels väns förl. 1972. Libris 809223
- Religion och politik i profetian : före och efter 1948  : en kortfattad översikt över några av vår tids mest aktuella profetior. Örebro: Libris. 1974. Libris 7619387. ISBN 9171940456
- Sionismen - en befrielserörelse. Örebro: ÖM. 1977. Libris 7619477. ISBN 9171941444
- Mellersta Norrland och Mellanöstern. Malmö: Israels vänner. 1999. Libris 3107821 - Behandlar författarens tid i Östersund som resesekreterare för Mellersta Norrlandsmissionen.